# Xerocrassa caroli
Xerocrassa caroli is een slakkensoort uit de familie van de Hygromiidae. De wetenschappelijke naam van de soort is voor het eerst geldig gepubliceerd in 1862 door Dohrn & Heynemann.